# Tamara Marceniuk
Tamara Ołehiwna Marceniuk (ukr. Тамара Олегівна Марценюк; ur. 2 lipca 1981 w Kowlu) – ukraińska socjolożka i akademiczka specjalizująca się w badaniach nad płcią i studiami gender.    

## Życiorys
Pochodzi z Kowla, a dorastała w dzielnicy Trojeszczyna w Kijowie. Uzyskała stopień doktora socjologii na Narodowym Uniwersytecie „Akademia Kijowsko-Mohylańska". Studiowała również na Uniwersytecie w Oslo, odbyła stypendium na Uniwersytecie w Göteborgu oraz staż podoktorski w Centrum Studiów nad Rosją, Europą Wschodnią i Eurazją na Uniwersytecie Stanforda.

### Kariera
Od 2004 pracuje na Wydziale Socjologii Narodowego Uniwersytetu „Akademia Kijowsko-Mohylańska”, gdzie jest adiunktem. Specjalizuje się w badaniach nad gender, feminizmem jako teorią społeczną i ruchem społecznym, polityką płci, męskością oraz studiami nad mężczyznami.
Prowadziła wykłady na uniwersytetach w Stanach Zjednoczonych (Uniwersytet Stanforda, Uniwersytet Columbia), Kanadzie, Niemczech (Uniwersytet Europejski Viadrina), Wielkiej Brytanii, Finlandii, Estonii, Belgii, Litwie, Węgrzech, Austrii, Czechach oraz w Polsce.
W 2015, wraz z Mariją Berlinską i innymi aktywistkami, zainicjowała projekt Invisible Battalion, który promuje równość płci w Siłach Zbrojnych Ukrainy.

## Poglądy
Współautorka pracy Mothers and Daughters of the Maidan, w której analizuje rolę kobiet w protestach Euromajdanu. Zwróciła uwagę, że w okresie od końca listopada 2013 do początku stycznia 2014 większość protestujących stanowiły kobiety, zanim nastąpiła eskalacja przemocy i militaryzacja ruchu. Wspólnie z Olgą Onuch badała również rosnący wpływ uczestników spoza Ukrainy na wydarzenia Euromajdanu.

## Publikacje
- Гендер для всіх: виклик стереотипам (2017)[8]
- Чому не варто боятися фемінізму? (2018)[8]

- Захисники галактики: влада і криза в чоловічому світі (2020)[9]